# 岸中士良
岸中 士良（きしなか しろう、1924年（大正13年）6月9日 - 1994年（平成6年）5月12日）は、立川市長（3期）。医学博士。

## 経歴
石川県出身。1949年（昭和24年）日本医科大学卒。1958年（昭和33年）に立川市で岸中外科医院を開業する。1975年（昭和50年）の立川市長選挙に立候補して当選し、3期務めた。1987年（昭和62年）に引退した。1994年死去。